# You Can't Do That on Stage Anymore, Vol. 3
You Can't Do That on Stage Anymore, Vol. 3 è un album live di Frank Zappa, pubblicato nel 1989.

## La rivolta del pubblico
L'album contiene esibizioni di "Cocaine Decisions" e "Nig Biz" da un concerto a Palermo, in Italia, il 14 luglio 1982. Durante "Cocaine Decisions", iniziò una rivolta del pubblico e la polizia sparò gas lacrimogeni nell'auditorium. Si sente scattare una bomboletta vicino al palco e tra una canzone e l'altra si sentono Zappa e il roadie Massimo Bassoli che tentano di calmare la folla. In seguito è stato riferito che Zappa ha affermato: "Abbiamo suonato per un'ora e mezza con i gas lacrimogeni in faccia e tutto il resto, e quando tutto è finito siamo usciti dal palco e siamo rimasti intrappolati in questo posto".

## Tracce

### Disco uno
1. Sharleena - 8:54
2. Bamboozled by Love/Owner of a Lonely Heart - 6:06
3. Lucille Has Messed My Mind Up - 2:52
4. Advance Romance - 6:58
5. Bobby Brown Goes Down - 2:44
6. Keep It Greasey - 3:30
7. Honey, Don't You Want a Man Like Me? - 4:16
8. In France - 3:01
9. Drowning Witch - 9:22
10. Ride My Face to Chicago - 4:22
11. Carol, You Fool - 4:06
12. Chana in de Bushwop - 4:52
13. Joe's Garage - 2:20
14. Why Does It Hurt When I Pee? - 3:07

### Disco due
1. Dickie's Such an Asshole - 10:08
2. Hands With a Hammer - 3:18 -  (Bozzio)
3. Zoot Allures - 6:09
4. Society Pages - 2:32
5. I'm a Beautiful Guy - 1:54
6. Beauty Knows No Pain - 2:55
7. Charlie's Enormous Mouth - 3:39
8. Cocaine Decisions - 3:14
9. Nig Biz - 4:58
10. King Kong - 24:32
11. Cosmik Debris - 5:14